# Serinus alario
El serín alario (Serinus alario) es una especie de ave paseriforme de la familia Fringillidae propia de África austral.

## Descripción
El serín alario mide entre 12–15 cm de largo. El macho adulto tiene la espalda, alas y cola de color castaño, aunque sus plumas de vuelo son negruzcas. Su cabeza y pecho son negros, y el negro se prolonga por dos listas que enmarcan su vientre, que es blanco al igual que sus flancos y una banda ancha que rodea la parte posterior de su cuello.
Las hembras son similares aunque de tonos más apagados, sus partes superiores son de tonos pardos veteados, su cabeza es gris y sus partes inferiores son blanquecino grisáceas.
El serín de Damara (Serinus leucolaemus), que a veces se considera una subespecie del alario, se diferencia porque sus machos no tienen la cabeza totalmente negra, presentan la garganta y listas supericiliares blancas, además de otro moteado en las mejillas y bajo los ojos, y la lista blanca del cuello se prolonga también por la parte frontal.

## Taxonomía
Fue descrito científicamente por Linneo en 1758, en la décima edición de su obra Systema naturae, con el nombre de Emberiza alario. Ha sido clasificado como único integrante del género Alario y también en Crithagra, pero en la actualidad se clasifica en el género Serinus.
Engloba dos subespecies: Serinus alario leucolaeumus, que se distribuye en Namibia y Sudáfrica, y Serinus alario alario, distribuido en Lesoto y Sudáfrica.
Esta especie se incluye filogenéticanete en el clado del serín sirio (Serinus syriacus) (de oriente medio y el norte de África), el serín dorsigrís (Serinus canicollis) (de África) y el serín frentirrojo (Serinus pusillus) (de distribución asiática).

## Distribución
Se encuentra en únicamente en Sudáfrica, Lesoto y Namibia. Su hábitat natural son las zonas de matorral seco y los herbazales abiertos.